# TVR HD
TVR HD — телевизионный канал Румынского телевидения, вещавший в формате высокой чёткости (high definition) с 1 июня 2008 по 3 ноября 2019. Показывал как отечественные, так и зарубежные передачи и фильмы. Распространение телесигнала осуществлялось через наземные и спутниковые средства в формате MPEG4: в наземном формате эта обязанность закреплена за 54-й частотой UHF в Бухаресте и кабельными сетями, в спутниковом формате это осуществлял спутник Eutelsat W2. Прекратил вещание 3 ноября 2019 года в связи с полным переходом телеканалов TVR1 и TVR2 на HD-вещание.

## Формат вещания
Был румынским телеканалом нового поколения, при помощи которого был сделан серьёзный шаг в сторону перехода к HD-вещанию. Соотношение сторон экрана 16:9, для звукового сопровождения использовалась система Sunet Surround 5+1.

## Доступность вещания
Телеканал был доступен на территории Румынии как free-to-air без какой-либо абонентской или другой формы оплаты: на территории Бухареста в радиусе 100 км на 54-й частоте UHF (благодаря приёмнику Кибирит) или в Меркурии-Сибюлуй на 39-м канале. Был доступен также для спутникового вещания благодаря спутникам Eutelsat W2 и SESAT (16 градусов восточной долготы), ресиверу типа Set Top Box и карте Viacess. Являлся платным в кабельных или IPTV-сетях, входил в пакеты наряду с 16 другими HD-каналами в Румынии в одном из трёх случаев:
- цифровое или кабельное вещание (провайдеры RCS & RDS, UPC и Romtelecom)
- спутниковое вещание (провайдеры RCS & RDS и Romtelecom)
- IPTV (провайдеры RCS & RDS, INES IPTV и Romtelecom)

## Показываемые передачи
Телеканал освещал все значимые международные события (в том числе культурные и спортивные): первыми спортивными событиями, показанными на TVR HD, стали матчи чемпионата Европы по футболу 2008 и соревнований Олимпиады в Пекине. У него были права на показ гонок Формула-1 и матчей футбольной Лиги чемпионов УЕФА. Из иных крупных событий выделяются Конкурс песни Евровидение, Новогодний концерт Венского филармонического оркестра; также этот канал показывал в прямом эфире свадьбу принца Уильяма и Кэтрин Миддлтон.
На телеканале демонстрировались программы и фильмы как производства Румынского телевидения или иных румынских телекомпаний и киностудий, так и зарубежные передачи и фильмы, права на показ которых специально выкупались.